# Iyami Aje
 (mai 2024).
Iyami Aje est un terme yoruba utilisé pour honorer et témoigner de l'affection envers une femme d'origine africaine qui est reconnue comme une Aje. Elle est perçue comme une femme dotée d'une multitude de pouvoirs créatifs, biologiques, spirituels et cosmiques mystérieux.

## Étymologie
En langue yoruba, Ìyá mi signifie littéralement « ma mère ». Dans la cosmologie yoruba, le rôle de la mère en tant que force de création et soutien de la vie et de l'existence l'élève au royaume du divin. Par conséquent, Ìyá mi - avec des modifications de tons - devient Ìyààmi ou Ìyàmi, qui peut être traduit par « les super-puissants » ou « Ma Mystérieuse Mère ». Àjẹ́ est un mot yoruba qui signifie le pouvoir biologique et spirituel des femmes africaines qui a une myriade de potentiel, y compris, mais sans s'y limiter, les pouvoirs de création élémentaire, biologique et artistique ; de guérison ; de destruction ; de développement et de fortification spirituels et physiques ; et de l'organisation politique et de l'autonomisation,,,. Dans The Architects of Existence : Àjẹ́ in Yoruba Cosmology, Ontology, and Orature, Teresa N. Washington définit Àjẹ́ comme « une force qui est au-delà de toute définition, mais les approximations anglaises pour Àjẹ́ seraient Pouvoir, Création, Cosmos, Tout ».

## Louange aux noms
Les Yami Aje sont célèbres sous de multiples louanges, parmi lesquelles on compte, sans s'y limiter, Iyami Osoronga et Awon Iya Wa (Nos mères). Eleye (propriétaire (s) de l'oiseau sacré), Iyanla, Awon Agbalagba (le Sage et Anciens formidables), Anciens de la nuit, Anciens et Sages, les « Dieux de la société », Ayé (terre), Yewájọbí (la mère de tous les Òrìṣà et de tous les êtres vivants), et Àjẹ́, car ce dernier terme désigne à la fois le pouvoir et l'individu qui l'exerce.

## Description
Selon la cosmologie Yoruba, l'Orisha Odù est considéré comme le créateur de l'Univers et de tout ce qui s'y développe. Elle est la source de toute existence et de toutes les origines. Le spiritualiste yoruba Samuel M. Opeola affirme que "Àjẹ́ est en réalité Odù". Les femmes africaines sont considérées comme les détentrices de la force de signature d'Odù, appelée Àjẹ́. Cette force est associée à leur rôle essentiel dans la conception, la grossesse, l'accouchement et l'éducation des enfants. Cependant, les hommes africains, y compris les dieux africains, peuvent également posséder cette force. Opeola affirme que tout Òrìṣà impliqué dans la création, la protection d'une ville et l'accouchement possède le pouvoir d'Àjé, y compris Ọbàtálá, Ọbalúayé, Ògún, et d'autres. Les femmes africaines, enracinées dans Odù, sont les gardiennes de cette force, biologiquement présente dans leurs ventres menstrués, conçus et mis au monde.
En raison de sa portée et de sa force, Aje est à la fois redoutée et vénérée par de nombreuses personnes. Bien que traditionnellement traduit par « sorcière », Ulli Beier a contesté cette interprétation en 1958, soutenant que cela ne rendait pas compte pleinement du sens d'Aje, qui représente plutôt les pouvoirs mystiques destructeurs associés aux femmes. Henry et Margaret Drewal ont souligné que toute femme âgée, détenant un savoir et un pouvoir secrets en raison de sa longévité, peut être considérée comme un aje, de même que celles qui occupent des postes importants dans les cultes des dieux et des ancêtres. Pour remplir son rôle correctement, une femme doit posséder un tel pouvoir. L'utilisation du terme sorcière est particulièrement risquée, car, dans de nombreuses communautés africaines, les personnes accusées à tort peuvent être exclues socialement ou même lynchées. L'article d'Ayo Adeduntan, « Appeler une sorcière àjẹ́ pour la pendre : définition patriarcale yoruba et redéfinition du pouvoir féminin », examine les conséquences de l'emploi abusif du terme sorcière dans les sociétés yoruba, et souligne la nécessité d'utiliser des termes précis et culturellement appropriés en yoruba. Par souci de protéger les détenteurs de ces pouvoirs et d'éviter toute confusion, des termes tels que « Anciens de la Nuit », Ayé et Awon Iya Wa peuvent être utilisés par euphémisme.

## Histoire

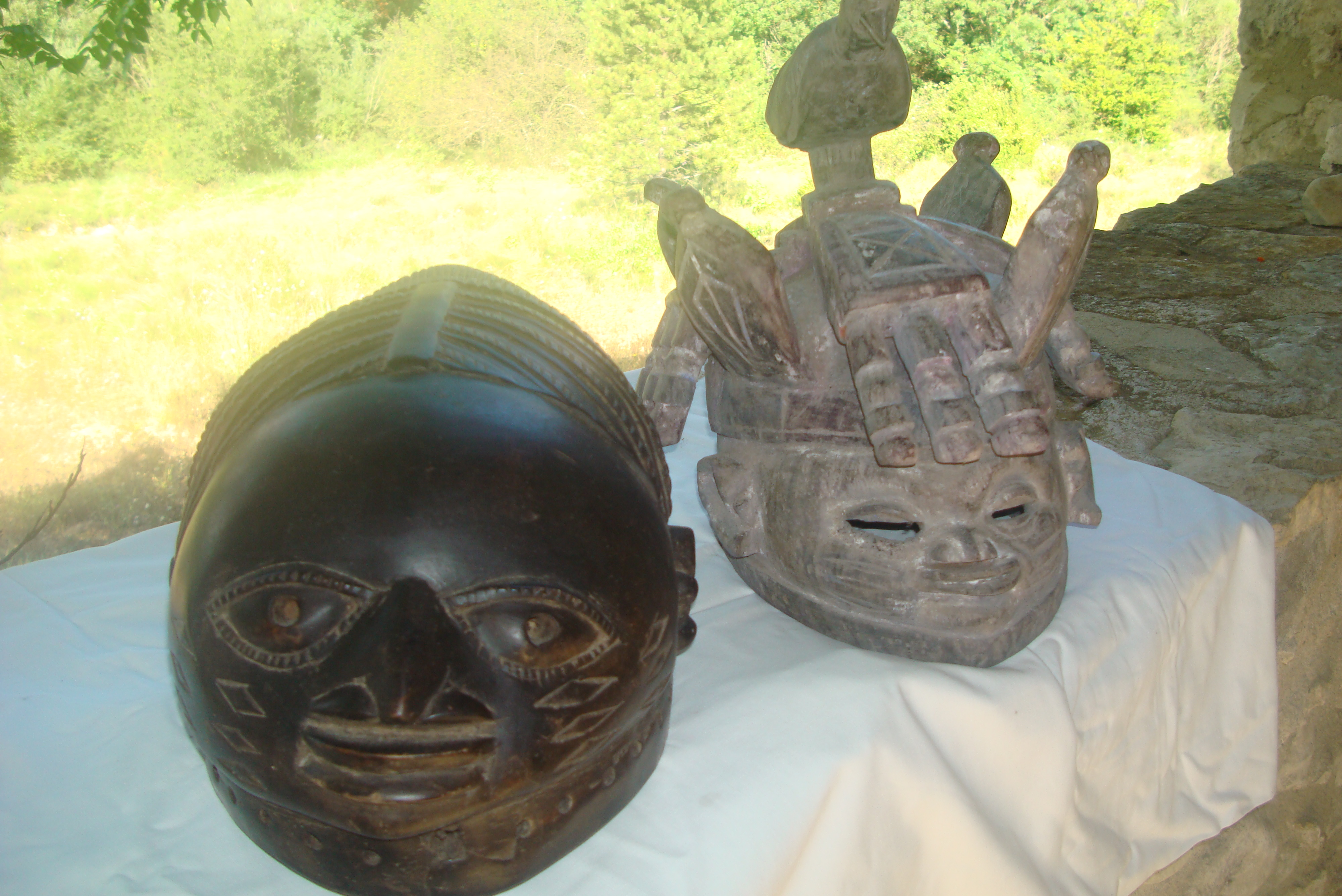
Masque Gelédé

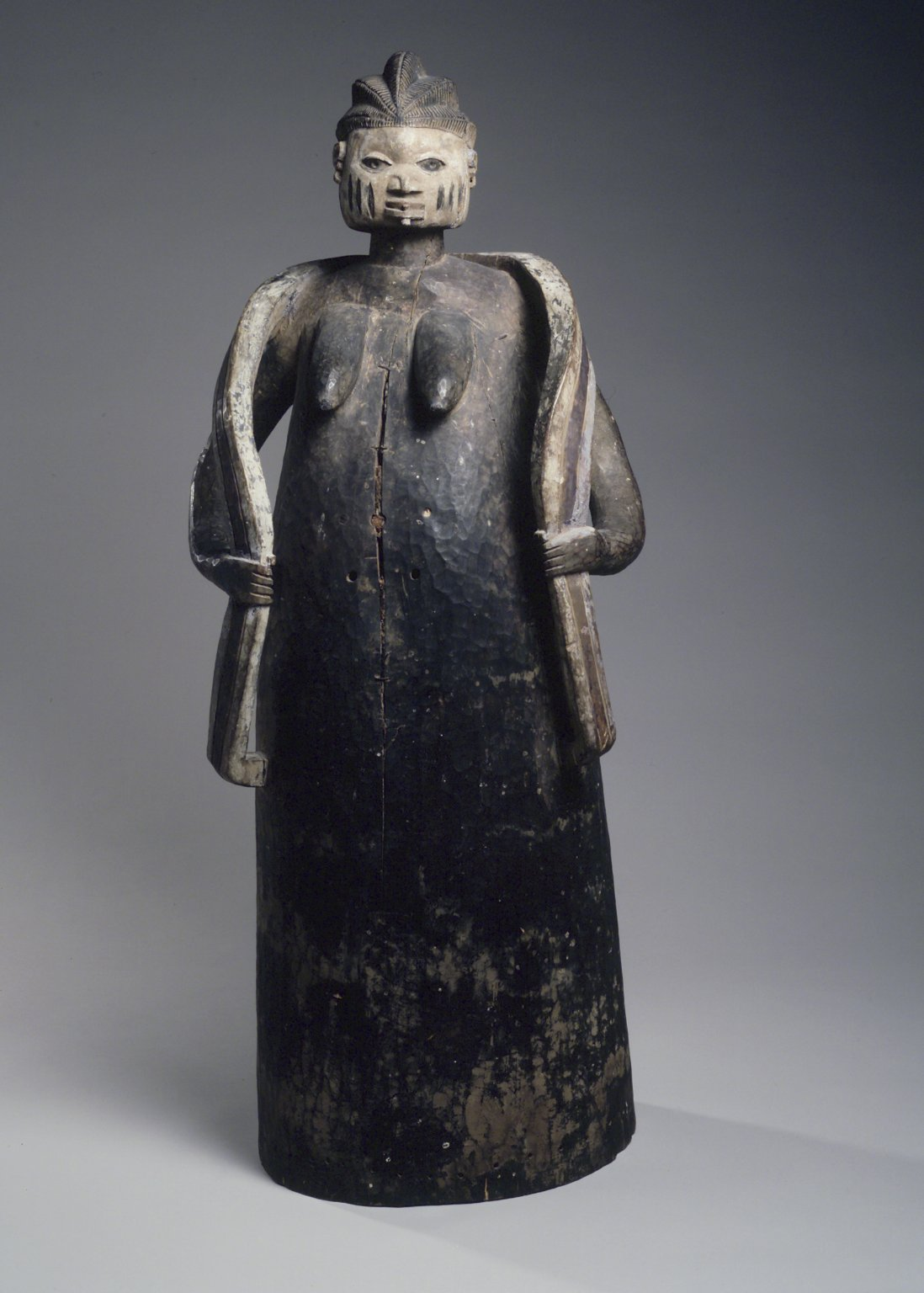
Iya Nla Gelede

L'histoire d'Aje commence avec l'existence. Les dieux synonymes d'Aje sont Odù et Odùduwà, et dans Olodumare : God in Yoruba Belief, E. Bolaji Idowu définit Odùduwà comme l'auto-existant… chef qui a créé l'être. Dans son article "L'araignée, le caméléon et la création de la Terre", Oduyoye découvre que Odùduwà signifie "L'énonciation oraculaire a créé l'existence". Dans The Architects of Existence : Aje in Yoruba Cosmology, Ontology, and Orature, Teresa N. Washington déclare que "en tant que mère galactique de tous, Odù est logiquement la source de tout ìwà (identité, caractère, existence) qui trouve son origine et son apogée dans la puissance non diluée de la pure noirceur cosmique (Dúdú)". Washington définit la signification d'Odùduwà comme « l'immense ventre ou pot (Odù) des profondeurs et de la noirceur infinies (Dúdú) qui contient tous les attributs, caractéristiques et identités ».
Aje est une force ancienne qui est antérieure de plusieurs millénaires aux concepts de « Yorub» e« If» ; cependant, l'Odu Ifa comprend également divers textes sur Aje. Les mâles ont échoué et ce n'est que lorsqu'ils ont inclus Ọṣun que le monde a pu être formé. In as ese Ifa d'Osa Meji Odu ou Oduduwa est la seule femme parmi trois autres divinités masculines et reçoit le pouvoir de maternité et d'Aje d' Olodumare, qui porte un pouvoir inhérent qui doit être respecté. D'autres textes d'origine suggèrent que Yemoja est le chef d'Iyami ainsi que le fondateur et propriétaire de Gelede, une société consacrée à Iyami.
Bien que la ville d'Ota, au Nigéria, soit la ville la plus facilement associée à Aje. Aje a toujours prospéré en Afrique et dans les terres de la diaspora vers lesquelles les Yoruba se sont rendus soit de leur propre gré, soit en tant que victimes de l'esclavage. Les Aje sont connus pour présider le marché et les Iyalode sont à la tête du commerce et des affaires dans la plupart des villes yoruba. Iyami Aje continue également d’occuper des postes de pouvoir essentiels dans les sociétés sacrées et les institutions politiques yoruba.
Iyami est devenu diabolisé à mesure que de plus en plus de régimes patriarcaux sont arrivés au pouvoir sous les confessions abrahamiques, ce qui a poussé de nombreuses personnes à se cacher pour éviter la persécution et une éventuelle mort. L’afflux des religions abrahamiques et les chasses aux sorcières européennes au cours des années 1700 ont coïncidé avec l’afflux du colonialisme islamique et chrétien et de la traite des esclaves en Afrique de l’Ouest. Les cérémonies traditionnelles autrefois exécutées par les femmes sont devenues le domaine des hommes ; dans certains cas, les dirigeants interdisaient aux femmes d’assister aux festivals pour s’assurer qu’elles n’y participeraient pas.
Les festivals Gelede ont joué un rôle crucial dans la préservation du respect et de l'adoration envers Iyami Aje, veillant à ce qu'ils ne soient pas oubliés ou négligés. Ces événements rassemblent les communautés pour exprimer leur gratitude et leur reconnaissance envers les Iyami Aje pour leur protection et leur soutien à la communauté. Le festival Gelede vénère Iyami en tant que dieux et mères ancestrales, et l'un des aspects les plus annoncés d'Iyami Aje à Gelede est Iyami Osoronga, qui est également honorée sous le nom d'Iya Nla (Grande Mère) et est représentée par un masque blanc pendant le festival Gelede. Selon Babatunde Lawal dans The Gelede Spectacle, Iya Nla est Yewajobi, Iyami Iya (La Mère de tous et la Mère des mères).

## Principes, fonctions et rôles
Samuel M. Opeola déclare qu'Àjẹ́ est enraciné dans trois principes fondamentaux :
1. Ne vous lancez pas dans l'herboristerie (ne pas utiliser les herbes sans une connaissance approfondie de leur nature, de leur utilisation et de leur autorisation divine).
2. N’affichez pas de richesse.
3. Partagez tout.

Opeola soutient que les Àjẹ́ s'opposent aux systèmes de classe et à l'exploitation. En partant du principe de l'égalité, Àjẹ́ s'efforce de promouvoir l'équilibre et l'harmonie dans la société, la politique et la culture. Un des nombreux termes élogieux pour le collectif Àjẹ́ est Ẹgbẹ́ Ọ̀gbà, qui désigne un groupe d'individus égaux.
Le fait qu’Àjẹ́ soit enraciné dans l’égalité illustre les différences clés entre l’ontologie yoruba contemporaine et celle des habitants autochtones d’Ile-Ife. Les habitants aborigènes d'Ile-Ife se distinguaient de leurs invités migrants yoruba en se faisant appeler Onímọlẹ̀, ce qui signifie « propriétaire de la terre ». Le mode de vie Onímọlẹ̀ (également connu sous le nom d'Imọlẹ̀ et Mọlẹ̀) était fondé et structuré par Àjẹ́, l'équilibre et la réciprocité plutôt que par la stratification hiérarchique et l'obéissance rituelle pour lesquelles de nombreuses cultures africaines, y compris celle des Yoruba contemporains, sont connues. Dans The Architects of Existence, Teresa N. Washington discute de l'importance de la vision du monde Ẹgbẹ́ Ọ̀gbà sur ce que l'on appelle aujourd'hui la culture yoruba : « Ẹgbẹ́ Ọ̀gbà semble également signifier le mode de vie et la vision du monde originaux des Mọlẹ̀, enracinés dans l'égalitarisme. L'importance de l'égalité sociale est évidente dans la fondation d' Ògbóni, dans laquelle tous les membres de la nation, sans distinction, furent collectivement initiés ; dans les règles selon lesquelles Àjẹ́ doit « tout partager » et ne doit pas se livrer à des démonstrations de richesse ; dans l'édit selon lequel les babaláwo sont au service de leurs communautés et ne peuvent pas utiliser leurs dons [spirituels] pour générer de la richesse personnelle ; et dans la façade monarchique qui protège les travaux minutieux d’un réseau complexe et interconnecté de détenteurs de pouvoir riches à Jẹ́. La dynamique Mère-fils d'Àjẹ́ signifie également l'égalitarisme, car la Mère a du lait, de l'amour et de la protection pour toute sa progéniture, et toute sa progéniture, ọmọ Onílẹ̀, travaille pour la fortification et la glorification d'Onílẹ̀, qui fortifie et glorifie l'humanité. » En raison de l'imbrication millénaire des deux cultures – Onimole et Yoruba – certains profanes ont supposé qu'Àjẹ́ est structuré hiérarchiquement de manière similaire à la culture yoruba, mais ce n'est pas le cas. Il n'y a pas de prêtres ou de prêtresses d'Àj̣ẹ́, pas de marraines et de parrains d'Àj̣ẹ́, et il n'y a pas de hiérarchie de code couleur au sein d'Àjẹ́. Les historiens de la culture Yoruba Bade Ajuwon et Samuel M. Opeola confirment qu'avant la colonisation de l'Afrique, avec son racisme et son hypocrisie religieuse, il n'existait aucun concept de « blanc » hiérarchiquement hiérarchisé (funfun), « rouge » (pupa) ou « noir ». (dudu) Àjẹ́. Washington estime que le concept d'Àjẹ́ à code couleur a été créé et utilisé par des personnes et des organisations pour se protéger des persécutions racistes, religieuses et politiques.
Àjẹ́ est considéré comme une dotation génétique, biologique et spirituelle qui se manifeste de manière unique chez chacun de ses porteurs, un peu comme l'orí (destin), àṣẹ (autorité spirituelle personnelle) et ìwà (existence, caractère) d'un individu. Par conséquent, les Àjẹ́ travaillent ensemble, en tant que collectif, pour apprendre, enseigner, évoluer, se développer et se restructurer aux niveaux personnel et communautaire. Le travail d’Àjẹ́ est celui qui fortifie la vie des membres de la communauté et renforce la société dans son ensemble. Ce sont les gynécologues, obstétriciens, médecins généralistes, conseillers, psychologues, devins, physiciens, mathématiciens, architectes, scientifiques, navigateurs et agriculteurs de leurs communautés. Cependant, le rôle pour lequel ils sont le plus redoutés est celui de faire respecter la Justice. Ceci est entrepris par un collectif (ẹgbẹ́) qui comprend des membres d'Ògbóni, une société sacrée yoruba d'anciens étroitement liés à Àjẹ́, et d'Oṣó, des hommes habilités qui peuvent ou non avoir Àjẹ́. Les Oṣó sont décrits comme les « maris d'Àjé ». Àjẹ́, Ògbóni et Oṣó ont été décrits comme des « partenaires du progrès » et leurs œuvres individuelles et collectives sont toutes supervisées par Ẹdan, l'Orisa de la justice, dont les yeux ne se ferment jamais et témoignent ainsi de tout, et Onílẹ̀, le Propriétaire de la Terre/Mère de la Terre, également connu sous le nom d'Ayé. Le fait qu'Àjẹ́ soit également connu sous le nom d'Ayé, la Terre, met en évidence la nature harmonieuse des interrelations cosmiques et terrestres des Mères. En raison du sérieux du travail du Ẹgbẹ́ Àjẹ́, du secret et du silence qui protègent le Ẹgbẹ́, et des formidables freins et contrepoids qui assurent la dispense exacte de la justice, l'historien et artiste yoruba Adebayo Faleti décrit Àjẹ́ comme « le culte le plus discipliné du monde ». le monde.
Àjẹ́ ne peut pas être acheté, vendu ou marchandisé. De même, le Ẹgbẹ́ Àjẹ́, consortium intemporel aux responsabilités d’une profondeur inimaginable, ne fait pas de publicité, ne sollicite pas, ne recrute pas et ne fait pas de publicité : il s’agit nécessairement d’une société à la fois secrète et sacrée. Il est décrit comme étant à la fois invisible et omniprésent. Dans Ìgbàgbọ́ àti Ẹ̀sìn Yorùbá, CL Adeoye déclare que les membres du Ẹgbẹ́ prennent leur travail si au sérieux qu'ils adhèrent tous au diktat suivant : « Que les yeux voient, que les oreilles entendent, que la bouche se taise ».

## Attributs supplémentaires
Tout comme les Déesses-mères dans d'autres sociétés, ces divinités ont un rôle triple en tant que créatrices, souteneuses et destructrices de la vie. Dans le passé, on leur attribuait également le pouvoir de ressusciter les morts afin de déterminer la cause de leur décès lorsque celle-ci était suspecte,,.
En raison de leur lien avec la Terre Mère, les Iyami Aje sont également réputés pour leur utilisation importante des ressources naturelles comme les plantes et les animaux à des fins de guérison et d'autonomisation. Tous les oiseaux, en particulier les hiboux, les vautours et les perroquets (notamment le gris d'Afrique), sont liés aux Iyami,,.

## Perceptions de la communauté
Aje est souvent associé aux femmes et aux divinités féminines, mais Opeola révèle que tout Òrìṣà essentiel à la création, à l'accouchement ou à la protection d'une ville possède le pouvoir d'Aje, ce qui signifie que certains hommes - divins et terrestres - ont également besoin d'Aje. En fait, Washington et Opeola sont d'accord pour dire que certains hommes ont besoin d'Aje pour accomplir certaines tâches et remplir certains rôles. La présence et l'importance d'Aje dans la culture yoruba sont si grandes qu'un proverbe courant dit : « Vous avez Aje ; j'ai Aje ; nous avons tous Aje dans nos poches. » Cette reconnaissance d'un pouvoir communautaire diversifié et unique à chaque individu incite Olatubosun Oladapo, un poète et parolier yoruba renommé connu sous le nom d'Odídẹrẹ́ Ayékòótọ́ (ou le perroquet gris sacré d'Àjẹ́), à interroger son public dans l'un de ses vers, « Que ferez-vous de votre propre Àjẹ́ ?".
Récemment, dans la diaspora, il y a eu un intérêt croissant pour la culture Yoruba, ainsi que pour les initiations à l'Ifa et à l'Orisha. Cela a suscité des questions chez les étrangers concernant la possibilité d'acquérir l'Àjẹ́ auprès d'une source extérieure et d'être initié au Ẹgbẹ́ Àjẹ́. Certains individus prétendent même offrir des produits "Aje" tels que des savons, des huiles, des médicaments, des roches et des pots, ainsi qu'une "initiation" à l'Àjẹ́. Cependant, il est important de se référer aux principes d'Àjẹ́ énoncés précédemment. La question de savoir si et comment les initiations à l'Iyami Aje peuvent avoir lieu est sujette à controverse, avec certains affirmant qu'il est impossible de s'initier, d'autres affirmant le contraire, et certains soutenant que seules les Iyami peuvent choisir qui elles initieront en tant qu'Iyami. Le point de vue peut être mis sur la capacité de choisir plutôt que sur l'absence d'initiation. Le livre Iyanifa: Femmes de sagesse souligne la contradiction de prétendre que personne ne peut initier ou prétendre avoir été initié tout en affirmant simultanément que seules les Iyami peuvent initier, démontrant ainsi l'erreur de la déclaration elle-même. Araba Yemi Elebuibon soutient dans son ouvrage ''Les pouvoirs invisibles du monde métaphysique'' que les cérémonies d'initiation sont pratiquées. Le Corpus littéraire Ifa décrit également certains processus d'initiation dans l'odu Osa Meji, où les femmes de la ville sont initiées par les Iyalode.